# Polystichum woronowii
Polystichum woronowii är en träjonväxtart som beskrevs av Aleksandr Vasiljevitj Fomin. Polystichum woronowii ingår i släktet Polystichum och familjen Dryopteridaceae. Inga underarter finns listade.